# Parc Nacional Retezat
El Parc Nacional Retezat és una reserva natural situada a les muntanyes Retezat, una serralada dels Carpats, al districte de Hunedoara (Romania).
El parc conté més de 60 pics per sobre de 2.300 metres i més de 100 llacs glaçats. El 1935 el govern de Romania va reservar una zona de les muntanyes Retezat creant el primer parc nacional de país. Actualment el parc té 383,19 quilòmetres quadrats. La zona protegeix un dels últims boscos verges d'Europa i la més gran zona aïllada del continent en què hi ha un bosc mixt. El pic més alt de les muntanyes Retezat, Peleaga, de 2.509 metres sobre el nivell del mar. La flora està formada per aproximadament 1190 espècies, de les quals 130 estan amenaçades o en perill. Llops, ossos, senglars, linxs, gats salvatges, isards, cabirols i cérvols, així com petites espècies de carnívors com el teixó i la llúdriga són abundants per tot el parc.
A la mateixa zona del bosc principal del parc també hi ha una reserva científica que es diu Gemenele.
El 1979 el Programa Home i Biosfera de la UNESCO va incloure el parc a la xarxa internacional de reserves de la biosfera.